# Bombus baeri
Espèce
Répartition géographique
Statut de conservation UICN

 LC  : Préoccupation mineure

Bombus baeri est une espèce de bourdons que l'on trouve en Amérique du Sud.